# Bohdan Nagórski
Bohdan Nagórski (ur. 24 grudnia 1890 w Warszawie, zm. 27 stycznia 1987 w Nowym Jorku) – polski inżynier, specjalista w zakresie eksploatacji portów morskich.  

## Życiorys
Urodził się jako czwarty syn Adama, inżyniera technologa, i Walentyny z Kietlińskich. Uczęszczał do III Gimnazjum Męskiego w Warszawie. W wyniku strajku szkolnego 1905 maturę zdał w 1908 jako ekstern w Kijowie. Studia rozpoczął w Montpellier, a kontynuował w paryskiej Sorbonie, gdzie uzyskał w 1912 licencjat; następnie studiował w Paryżu w École nationale des ponts et chaussées (Szkole Mostów i Dróg) i na Wydziale Inżynierii Cywilnej Politechniki w Zurychu (pod kier. prof. Gabriela Narutowicza), gdzie uzyskał tytuł inżyniera. Uczestniczył w pracach Szwajcarskiego Komitetu Generalnego Pomocy Ofiarom Wojny w Polsce.

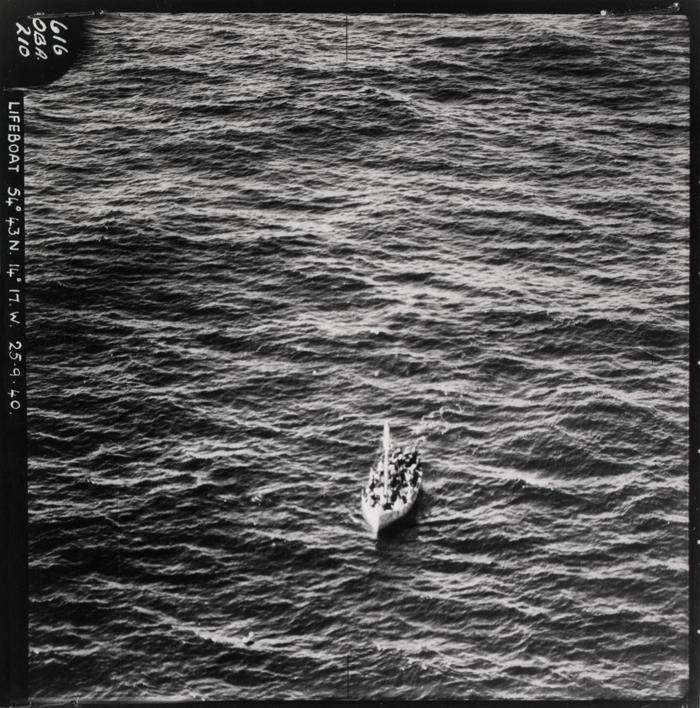
Łódź z rozbitkami z „City of Benares”

W 1918 powrócił do Polski. W Warszawie został zaangażowany do Ministerstwa Spraw Zagranicznych jako referent dla państw łacińskich i anglosaskich. Później przeniósł się do Ministerstwa Robót Publicznych. Mianowany kierownikiem Kanału Augustowskiego, spędził pół roku w Augustowie. W latach 1922–1937 pracował w Gdańsku jako dyrektor handlowy Rady Portu i Dróg Wodnych. Dzięki dobrym kontaktom z prezydentami Rady, którzy byli obywatelami Szwajcarii, cieszył się w swojej pracy znaczną swobodą działania i podejmowania decyzji. W praktyce niemal samodzielnie zarządzał portem morskim, jego organizacją i rozbudową. Do jego największych osiągnięć na tym stanowisku należała budowa nowego basenu portowego do przeładunku węgla i rudy obok Wisłoujścia (obecnie Basen Górniczy) w latach 1927–1929, co umożliwiło modernizację wyposażenia portowego ówczesnej strefy wolnocłowej (obecnie Basen Władysława IV) i dostosowanie jej wyłącznie do przeładunku drobnicy.
W latach 1935–1937 nie zgadzając się z polityką nazistów, opuścił stanowisko w Radzie Portu i podjął pracę jako dyrektor w gdańskim biurze nowo powstałej polsko-skandynawskiej firmy maklerskiej „Bergtrans”. Tuż przed wybuchem wojny przeniósł się do biura w Gdyni.
W 1939 przedostał się do Francji i został mianowany tymczasowym dyrektorem przedsiębiorstwa Gdynia-Ameryka Linie Żeglugowe SA (GAL). Od 1940 dyrektor biura GAL w Stanach Zjednoczonych. Statek którym płynął do Ameryki, „City of Benares”, był częścią konwoju OB-213 i został zatopiony. Szalupa ratunkowa, na której się uratował, została zauważona po tygodniu. Po roku przeszedł do nowojorskiego biura brytyjskiego Ministerstwa Transportów Wojennych. 
Po wojnie pracował w ONZ w Komitecie Pomocy Technicznej (TAC) jako doradca do spraw portowych i żeglugowych państw rozwijających się. Dzięki doświadczeniom zdobytym m.in. w Gdańsku oraz udziałowi jako ekspert w międzynarodowych organizacjach transportowych, stał się uznanym w świecie autorytetem w sprawach portowych. Jest autorem wielu książek z tej dziedziny, z których najważniejsza to Port problems in developing countries; principles of port planning and organization (Tokyo 1972). Wydał także Wspomnienia gdańskie (New York 1982).
Był mężem Zofii Katarzyny z Krzyżanowskich (ur. 1895).
Został pochowany w Alei Zasłużonych na cmentarzu przy Narodowym Sanktuarium Matki Bożej Częstochowskiej w Doylestown.

## Ordery i odznaczenia
- Krzyż Oficerski Orderu Odrodzenia Polski (10 listopad 1928)[2]
- Wielka Wstęga Orderu Odrodzenia (Jordania)